# Други свети рат
Други свети рат вођен је у периоду од 449. до 448. године п. н. е. Део је Првог пелопонеског рата.

## Рат
Повод за рат представља заузимање Делфа од стране Фокиде. Амфиктионска лига тражи помоћ од Спарте. Спартанска војска без већих проблема осваја пророчиште и враћа му независност. На страну Фокиђана стају Атињани. Стратег Перикле 448. године п. н. е. организује поход на Делфе. Спартанци су се већ повукли са ове територије што је омогућило Периклу да без проблема освоји Делфе и успоставе власт Фокиде над пророчиштем.